# اچ‌ام‌اس والنی (ام۱۰۴)
اچ‌ام‌اس والنی (ام۱۰۴) (به انگلیسی: HMS Walney (M104)) یک کشتی است که طول آن 52.5 m می‌باشد. این کشتی در سال ۱۹۹۱ ساخته شد.